# 슈퍼 패미컴
슈퍼 패미컴(, 약자 SFC)은 닌텐도가 출시한 가정용 비디오 게임기이다. 4세대 비디오 게임기에 속하며 일본에서 1990년 11월 21일 처음 출시됐다. 북미 및 유럽판 제목은 슈퍼 닌텐도 엔터테인먼트 시스템(, Super Nintendo, 약자 SNES)이며 대한민국에서는 현대전자(현 SK하이닉스)가 슈퍼 컴보이라는 제목으로 출시했다.
슈퍼 패미컴은 패밀리 컴퓨터의 후속기기로서 발매됐다. 총 32,768색 및 동시발색수 256색을 표현가능해 동시대 게임기보다 향상된 그래픽을 갖췄으며 전용 사운드칩 S-SMP은 샘플식으로 스테레오같은 고급기능이 가능하다. 저장매체 롬 카트리지에 게임향상을 위한 연산칩을 추가할 수 있는 유동적 설계를 갖췄다. 1987년에 당시 닌텐도 사장 야마우치 히로시가 신문을 통해 슈퍼 패미컴 개발소식을 처음 전했으며 발매 전 《슈퍼 마리오 월드》와 《닌텐도 퀘스트 V》같은 게임이 슈퍼 패미컴으로 개발되고 있다고 예고했다.
슈퍼 패미컴은 출시 당시 대체적으로 긍정적인 반응을 얻고 전세계적 성공을 거둬 16비트 비디오 게임 시대에 가장 많이 팔린 게임기가 됐다. 2003년 단종 당시 전세계 판매량이 4910만 대였다. 지원중단 이후 버추얼 콘솔, 닌텐도 클래식 미니: 슈퍼 패미컴, 닌텐도 스위치 온라인같은 공식 서비스를 통해 게임이 제공됐다.

## 개요
패미컴에 비해 영상과 음향 처리 능력이 한층 향상된 슈퍼 패미컴의 하드웨어 사양은 다음을 포함한다.
1. 16비트 리코 5A22 CPU를 탑재하였다.
2. 32,768색으로부터 선택할 수 있는 여러 16색 팔레트와 이를 적용할 수 있는 16색 스프라이트를 제공한다.
3. 수십 가지가 넘는 스프라이트를 동시에 표시한다.
4. 배경의 다중 이동과 확대/축소/회전 표시할 수 있다.
5. 소니의 DSP를 통한 PCM 음원을 채용한다.

위의 사양은 당시 최고의 사양이었다. 컨트롤러는 패미컴과는 다르게 본체로부터 탈착할 수 있어, I·II 컨트롤러의 구별은 없어졌다. 오른쪽에 A·B·X·Y 4개의 단추와 위쪽의 왼쪽과 오른쪽에는 L·R 단추가 추가되었으며, 내장 마이크는 없어졌다.
일본에서 판매한 양은 약 1717만 대(약 1400개 가량의 슈퍼 패미컴용 게임 판매), 일본 밖에서는 약 3193만 대로 전 세계 누적 판매량은 약 4910만 대였다.
개발 당시 가장 많은 시장 점유율을 가지고 있던 패미컴과 호환성을 유지하기 위한 개발 노력이 있었지만, 끝내 호환성 유지를 포기하고, 새로운 플랫폼으로 발매하였다. PC 엔진, 메가 드라이브를 넘는 규모의 시장을 점유하여 결과적으로 2세대 16비트 게임기 시대에도 닌텐도는 그 자리를 지켜 나갔다.
슈퍼 패미컴에서는 PPU 화면 모드에 의한 제한의 복잡함과 스크래치 패드로 불리는 CPU로부터 고속의 접근이 가능한 특수 메모리 영역 등 기술상의 제한으로부터 성능을 발휘하기 위한 제약이 많았다. 이를 유용하게 활용치 못하면 8비트 게임기의 CPU에도 뒤떨어지는 처리 능력밖에 발휘할 수 없었기 때문에 개발자들이 개발하기 쉬운 환경이라고는 할 수 없었다. 음향에 대해서도 자유롭게 사용할 수 있는 메모리가 불과 64킬로바이트밖에 준비되어 있지 않아 PCM 음원으로는 취급하기가 어려워 작곡가나 프로그래머들의 골머리를 썩혔다. 개발 환경으로는 당초 소니의 32비트 워크스테이션 뉴스(NEWS)가 준비되었지만, 당시 워크스테이션은 매우 고가였고, 힘있는 대기업 이외의 게임 개발사는 참가 하기가 어려웠다. 이에 따라 기존의 패미컴의 게임에 슈퍼를 붙여 이식, 또는 속편으로 한 게임과 저연령층 전용의 캐릭터 게임을 중심으로 한 변변찮은 게임도 많았다. 패미컴 시대보다 더 높아진 라이선스 비용과 롬의 대용량화, 독점 제조에 따른 제조 비용 증가로 인해 게임 소프트웨어의 가격은 1만 엔 전후로 비싸졌다. 게임 대용량화에 따른 타사의 대응책으로 CD-ROM 전용 게임기의 개발이 진행되었지만, 공동 개발을 실시한 소니와의 의견이 대립해 무산되기도 하였다.
훗날 Wii U에서 버추얼 콘솔로 등장하였다.

## 일본 외의 슈퍼 패미컴

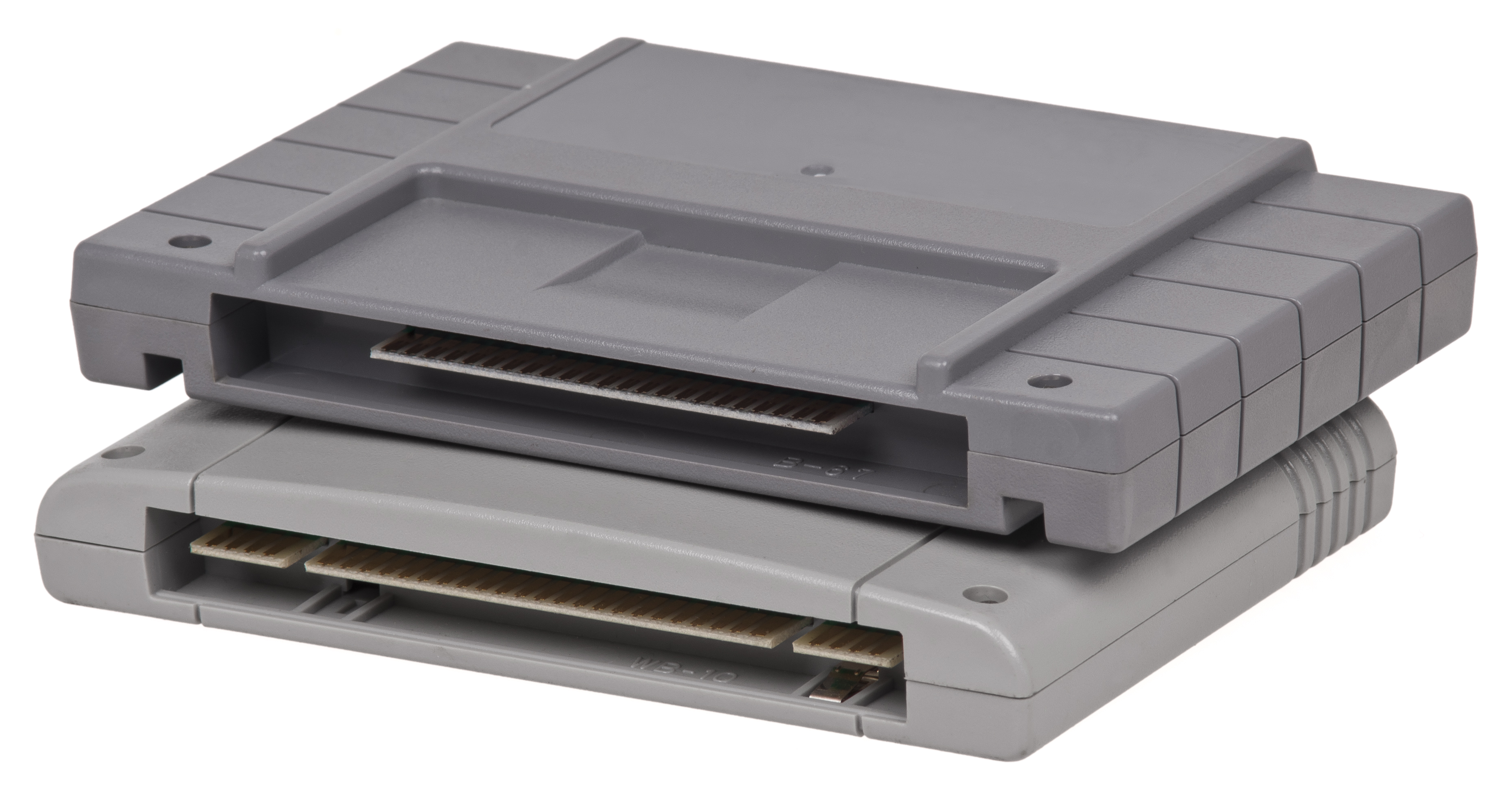
위는 북미판의 롬팩, 아래는 일본,유럽,한국판의 롬팩

### 슈퍼 닌텐도 엔터테인먼트 시스템
슈퍼 닌텐도 엔터테인먼트 시스템(Super Nintendo Entertainment System)은 슈퍼 패미컴의 북미 및 유럽판으로 줄여서 SNES 또는 슈퍼 NES라고 부르며, 본체에 슈퍼 닌텐도가 크게 표기되어 있기 때문에 슈퍼 닌텐도라고 부르기도 한다. 기본 사양은 슈퍼 패미컴과 같지만, 북미판은 본체 밑 카세트의 외형과 배색이 다르고 유럽판은 로고를 제외한 나머지는 슈퍼 패미컴과 동일하다.
CIC가 다르기 때문에 일본판과 북미판, 유럽판 게임 소프트웨어는 호환성이 없다.

### 현대 슈퍼 컴보이
현대 슈퍼 컴보이(Hyundai Super Comboy)는 슈퍼 패미컴의 한국판이며, 현대 전자 산업 (현 하이닉스 반도체)에서 발매되었다. 외형은 유럽판과 거의 동일하나 로고위에 '슈퍼 컴보이'라는 문구가 적혀있다. 버튼 표기도 다른 나라처럼 영어로 표기 되어 있는 것 외에, 한국어로 번역되어 한글로 표기 되어 있는 기종도 있다. 영상 출력은 NTSC이다.
한국에 정식 발매된 카트리지에는 슈퍼 컴보이 로고와 함께 "Super Nintendo Entertainment System KOREAN VERSION"라는 문구가 적혀 있다. CIC가 일본판과 동일하여 일본판 슈퍼 패미컴 소프트웨어를 바로 동작 시킬 수 있다. 반면 유럽판은 CIC가 달라 호환되지 않으며, 북미판은 아예 물리적으로 꽂을 수 없다.

## 전문적 문서

### 중앙 처리 장치(CPU)
슈퍼 패미컴의 CPU는 닌텐도가 개량한 16-비트 65c816 코어에 기초하여 5A22 프로세서를 사용하였다. CPU는 각 지시 사이클에서 엑세스하는 메모리 영역에 따라 다양한 버스 스피드를 가졌다. (쓰기 클록은 버스 클락 주기의 6, 8, 12배였다.) 레지스터 엑세스같은 엑세스하지 않는 사이클이나 어떤 일반 엑세스들은 6의 배수를 사용하였다. WRAM 엑세스나 다른 일반 엑세스들은 8의 배수를 사용하였다. 컨트롤러 포트 시리얼 엑세스 레지스터만이 12의 배수를 사용했다.
칩은 2개의 주소 버스에 의해 조절되는 8비트 데이터 버스로 이루어져 있다. 24비트 "버스 A"는 일반 엑세스에, 8비트 "버스 B"는 서포트 칩 레지스터 (보통 비디오나 오디오 프로세싱으로) 에 사용되었다. 보통 두 버스를 한꺼번에 사용하는 일은 없으나, 직접 메모리 엑세스 (DMA) 유닛은 블록 전송 속도를 2.68MB/s로 올리기 위해 읽기 시그널에 한 버스를 두고 쓰기 시그널에 다른 버스를 두게 설계되었다.
DMA 유닛은 8개의 독립적인 채널들로 구성돼 있는데, 각각은 2개의 모드로 활용되었다. 일반 DMA 전송은 한번에 64kB를 전송할 수 있었고, H-blank DMA (HDMA)는 비디오 스캔라인의 마지막에 1~4 바이트를 전송했다. HDMA는 비디오 인자들을 조절하여 CPU에 의존하지 않고 원근법, 화면 가르기, 사각형이 아닌 윈도 같은 그래픽 효과들을 낼 수 있었다.
5A22는 또한 8비트 병렬 I/O 포트를 가지고 있었다. (SNES에서 거의 사용되지는 않았지만); 컨트롤러 데이터 접근을 위한 직렬과 병렬 컨트롤러 포트 인터페이스 회로와, 16비트 곱셈과 나눗셈 유닛, 그리고 V-blank의 Non-Maskable 간섭을 생성시키는 우회나 화면 위치를 계산하는 IRQ 간섭 등이 바로 그것이다.

### 비디오
그림 처리 유닛(PPU) 두 개의 분리돼 있지만 밀접하게 연관된 IC 패키지로 이루어져 있는데, 종종 이것은 하나로 인식한다. 이것은 또한 비디오 데이터(VRAM)을 저장하기 위한 64KB의 SRAM과 스프라이트 데이터 저장을 위한 544bytes의 오브젝트 성질 메모리(OAM), 그리고 팔레트 데이터를 저장하기 위한 512bytes의 색상 생성 RAM (CGRAM)을 포함하고 있다. PPU는 CPU와 같은 클럭으로 돌아가며, 2 또는 4 사이클마다 픽셀을 생성해낸다. NTSC와 PAL 시스템 모두 같은 PPU 칩을쓰는데, 칩당 한 핀에서 NTSC나 PAL 모드를 선택한다.
이미지는 256 또는 512 픽셀의 수평 해상도와 224, 239, 448, 478 픽셀의 수직 해상도로 출력된다. 224 와 239의 수직 해상도는 프로그래시브 스캔으로 출력되며, 448과 478 해상도는 interlaced이다. 색상은 15bit RGB 색상 공간에서 선택되며, 32,768개의 색상을 선택 가능하다. 그래픽은 128개의 스프라이트와 4개의 배경 레이어로 이루어지며, 모두 8*8 픽셀 타일의 조합으로 이루어진다. 모든 그래픽은 CGRAM에 저장된 팔레트를 사용하며, 팔레트의 색상 0번은 투명을 뜻한다.
스프라이트는 8*8, 16*16, 32*32, 64*64 픽셀로 이루어지며, 각각은 8개의 16-컬러 팔레트중 하나를 사용하며 VRAM의 256개 중 2블록 중 1개의 타일을 사용한다. 스프라이트는 전체로 수평, 또는 수직으로 뒤집힐 수 있다. 32스프라이트와 34 8*8 스프라이트 타일들은 어떤 한 줄 위에서 나타날 수 있다; 대단한 이런 제한들은 과다 스프라이트나 타일의 생략을 초래한다. 각각의 스프라이트들은 4개의 평면 위에 있지만, 더 낮은 숫자의 스프라이트는 비록 그 평면이 더 뒤에 있더라도 더 높은 숫자의 스프라이트 위에 보인다. 이러한 꼼수는 복잡한 클리핑 효과에 쓰인다.
대부분의 모드의 배경 레이어는 32*32에서 128*128타일의 범위를 가지고 있으며, 하나 또는 두 평면(foeground와 background) 위에 있는 각각의 타일들과 8팔레트 중 하나로 구성되어 있다. 타일들은 1024 이상(VRAM의 한계까지)의 per-layer에서 구성되며 수평 또는 수직으로 뒤집힐 수 있다. 각각의 레이어들은 수평과 수직 둘 다 스크롤이 가능하다. 배경 레이어의 번호와 팔레트의 사이즈등은 모드에 의존한다.
- Mode 0: 4 레이어, 4색 팔레트를 사용한다. 각각의 BG는 SNES 팔레트의 고유 공간을 사용한다.
- Mode 1: 3 레이어이며, 두개는 16색 팔레트고 하나는 4색 팔레트.
- Mode 2: 2 레이어, 둘 다 16색 팔레트를 사용한다. 각각의 타일들의 상하 스크롤을 별개로 설정할 수 있다.
- Mode 3: 2 레이어, 하나는 풀 256색 팔레트를 사용하고 하나는 16색 팔레트를 사용. 
 256색 레이어는 11bit (RGB443)색상 공간에서 직접 색상을 선택 가능하다.
- Mode 4: 2 레이어, 하나는 풀 256색 팔레트를 사용하고 하나는 4색 팔레트를 사용.
 256색 레이어는 직접 색상 선택이 가능하며 각각의 타일들의 상하 스크롤을 별개로 설정할 수 있다.
- Mode 5: 2 레이어, 하나는 16색 팔레트고 다른 하나는 4색 팔레트.
 타일 디코딩이 가로 512 와 interlaced 해상도의 사용이 쉽도록 변경되었다.
- Mode 6: 1 레이어, 16색 팔레트다. 타일 디코딩이 Mode5와 같고, 각각의 타일들이 별개로 스크롤된다.
- Mode 7: 256색의 한 평면 레이어 또는 128색의 두 평면 레이어로 나타내어지는 256의 세트에서 온 128*128 타일의 레이어 1개로 이루어진다.
 레이어는 매트릭스 변형을 통해 회전 또는 확대/축소가 가능.
 각각의 스캔 라인의 매트릭스 매개변수들을 바꿔 원근감을 나타내기 위해 HDMA도 가끔 사용된다.

배경 레이어는 따로 픽셀화되며, 레이어와 스프라이트는 따로 클립핑되고 색상합(color addition)이나 색상차로 조합되어 더 복잡한 효과나 직접 표현했을 때보다 더 대단한 색상 깊이를 만든다. PPU는 현재 픽셀 위치를 이미지 출력중 어떠한 시간에서라도 잠그도록 게임 소프트웨어나 컨트롤러 포트 2에 연결된 장치에 의해 지시된다. 게임 소프트웨어는 이 잠가진 위치를 읽을 것이다. PPU는 또한 8비트 기호 곱셈을 위해 사용된다.

### 오디오
오디오 시스템은 8비트 소니 SPC700과, 16비트 DSP, SRAM의 2개 칩에서 공유된 64kB, 그리고 64 바이트 부트 롬으로 구성되어 있다. 오디오 시스템은 거의 완전히 다른 시스템들이랑 구분되어 있다. 이것은 명목상 NTSC랑 PAL 시스템 모두에서 24.576MHz의 클락을 내며, CPU와는 오직 Bus B의 4개 레지스터만으로밖에 대화가 불가능하다.
RAM은 SPC700(1/3)과 DSP(2/3)의 중간인 3.072Mhz로 엑세스 한다. 이 RAM은 스택 또는 SPC700 프로그램을 저장하거나 오디오 샘플 데이터와 포인터 테이블, 그리고 DSP의 에코 버퍼를 위해 활용된다.
SPC700은 CPU로부터의 명령어와 데이터 처리를 위한 프로그램 (부트 ROM 프로그램에서 로드된) 을 실행시키고, DSP 레지스터를 조절하여 적합한 음악과 사운드 효과를 만들어낸다. DSP는 8개의 독립적인 악기들과 반향을 위한 8-tap FIR 필터를 통해 입력을 믹싱하여 32kHz의 16비트 웨이브 파형을 만든다. 각각의 악기들은 가우시안 보간법, 스테레오 패닝, 그리고 ADSR, 선형, 비선형, 또는 직접 볼륨 제어를 이용하여 다양한 속도의 PCM샘플을 이용하여 연주된다. 악기와 FIR 필터 출력은 직접 출력되거나, 이후의 FIR 필터를 위한 입력으로 사용된다. 모든 오디오 샘플들은 비트레이트 압축을 이용한 ADPCM 압축을 사용한다.
카트리지의 하드웨어나 확장 포트는 콘솔에서 나가기 전에 DSP의 아날로그 오디오 출력을 통해 스테레오 오디오 데이터를 제공한다.
오디오 시스템이 대부분 독립적이기 때문에, 오디오 시스템의 상태는 .SPC 파일의 형태로 저장이 가능하고, 오디오 시스템 또한 모든 게임 음악들을 재생하기 위해 독립적으로 에뮬레이트 될 수 있다. (ROM에서 노래를 스트리밍하는 일부 게임들을 제외하고는) WinSPC나 혹은 윈엠프의 플러그인 등으로 SPC 파일들을 재생할 수 있다.

## 주변기기

### 슈퍼 패미컴의 컨트롤러
슈퍼 패미컴의 컨트롤러는 방향 조절 버튼(십자키), A·B·X·Y 버튼, L·R 버튼, 시작(START), 선택(SELECT) 버튼으로 구성되어 있다. A·B·X·Y 버튼은 다이아몬드 형태의 4방향으로 배치되어 있고, L·R 버튼은 컨트롤러의 위쪽 측면에 배치되었다. 컨트롤러의 형태도 기존의 사각형의 방식에서 동그랗게 바뀌어 그립감을 높였다. 위쪽 측면에 배치된 L·R 버튼은 엄지손가락 외에 검지손가락을 통해 보조적인 조작을 할 수 있는 등 상당히 혁신적인 요소로 평가받았다.
일본판과 유럽판, 한국판은 A·B·X·Y 버튼이 로고 색에 맞게 각각 빨강, 노랑, 파랑, 녹색으로 이루어져 있으며 약간 볼록한 형태를 띠고 있으나, 북미판은 콘솔 색에 맞게 A·B 버튼은 진한색, X·Y 버튼은 연한색으로 이루어져 있으며 약간 오목한 형태를 띠고 있다.
슈퍼 패미컴의 컨트롤러의 디자인은 훗날 여러 플레이스테이션, 드림캐스트, 엑스박스, Wii의 클래식 컨트롤러에도 영향을 미치게 되었다.
슈퍼 패미컴의 기본 컨트롤러 외에 여러 가지 주변기기들이 나왔는데 광선총인 슈퍼 스코프(Super Scope)와 조이스틱인 슈퍼 어드밴티지(Super Advantage)가 나왔으며 마리오 페인트용으로 제작된 슈퍼패미컴 마우스(북미판은 SNES Mouse)도 나왔다. 닌텐도의 라이센스로 제작된 슈퍼 멀티탭(Super Multitap)도 나왔으며 컨트롤러를 3개 이상 꽃을 수 있다.

### 슈퍼 게임보이
슈퍼 게임보이는 닌텐도의 휴대용 게임기인 게임 보이의 게임을 슈퍼패미컴에서도 작동할 수 있는 기기이다. 슈퍼 게임보이에서는 게임보이 게임 주의의 빈 공간에 고유의 테두리 화면이 생기고, 흑백 화면에서 칼라 패턴을 넣는 등의 게임 기능이 향상되어 있다. 이후 1998년에 통신 단자를 추가한 슈퍼 게임보이2가 발매하였다.

### 사테라뷰
슈퍼 패미컴의 확장 포트에 연결하고 위성 데이터 방송 서비스를 수신할 수 있는 모뎀이다. 데이터 방송을 통해 게임 소식 외에 게임 소프트를 받을 수도 있다.

### 주변기기 사진

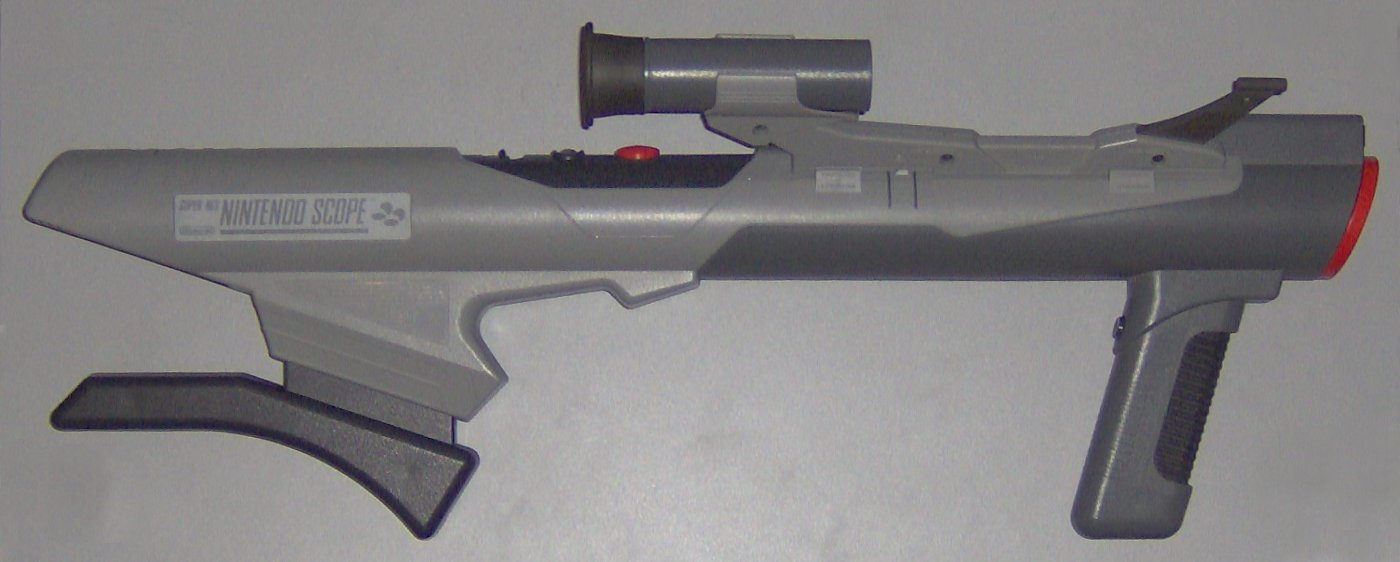
슈퍼 스코프
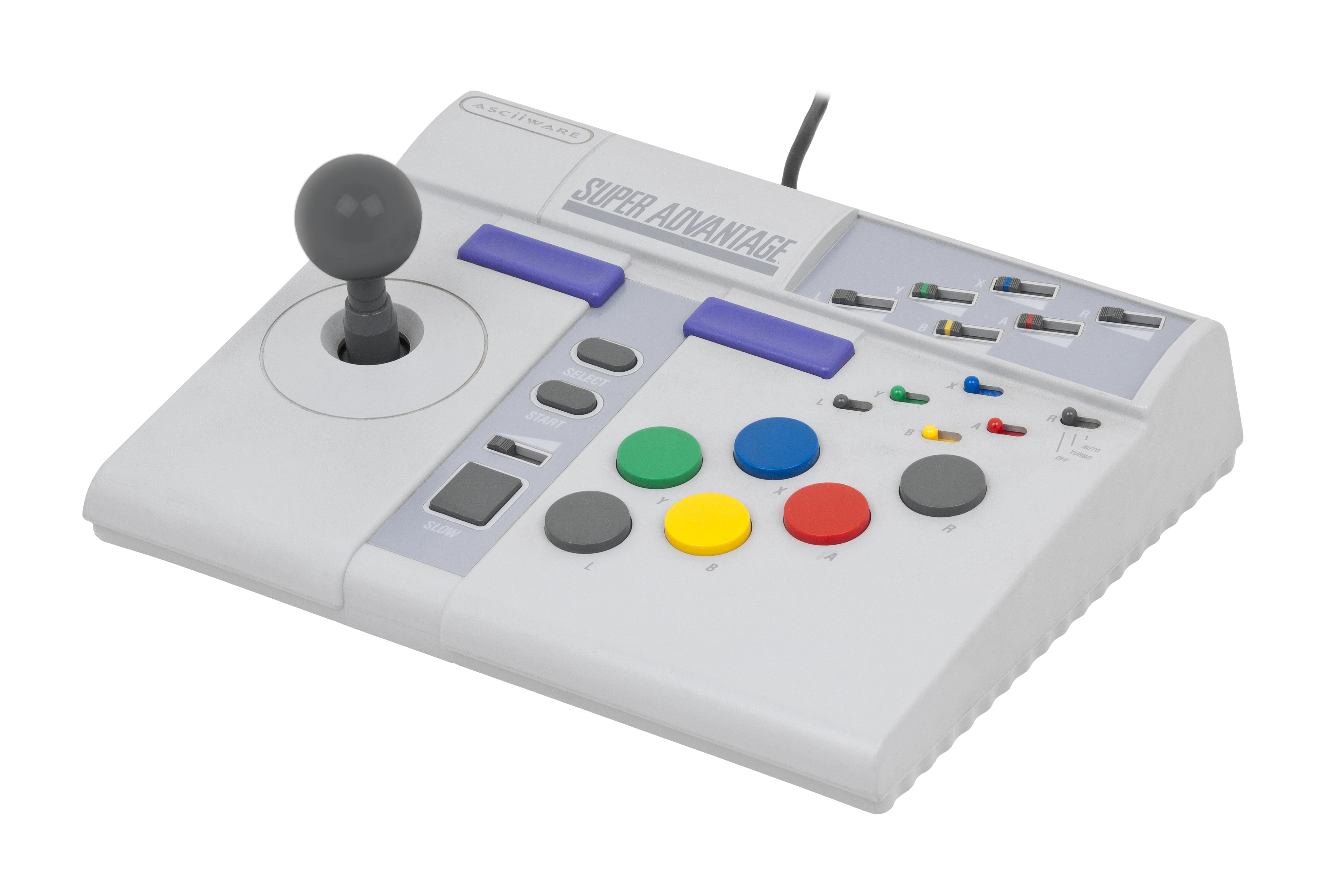
슈퍼 패미콤 파이터 스틱
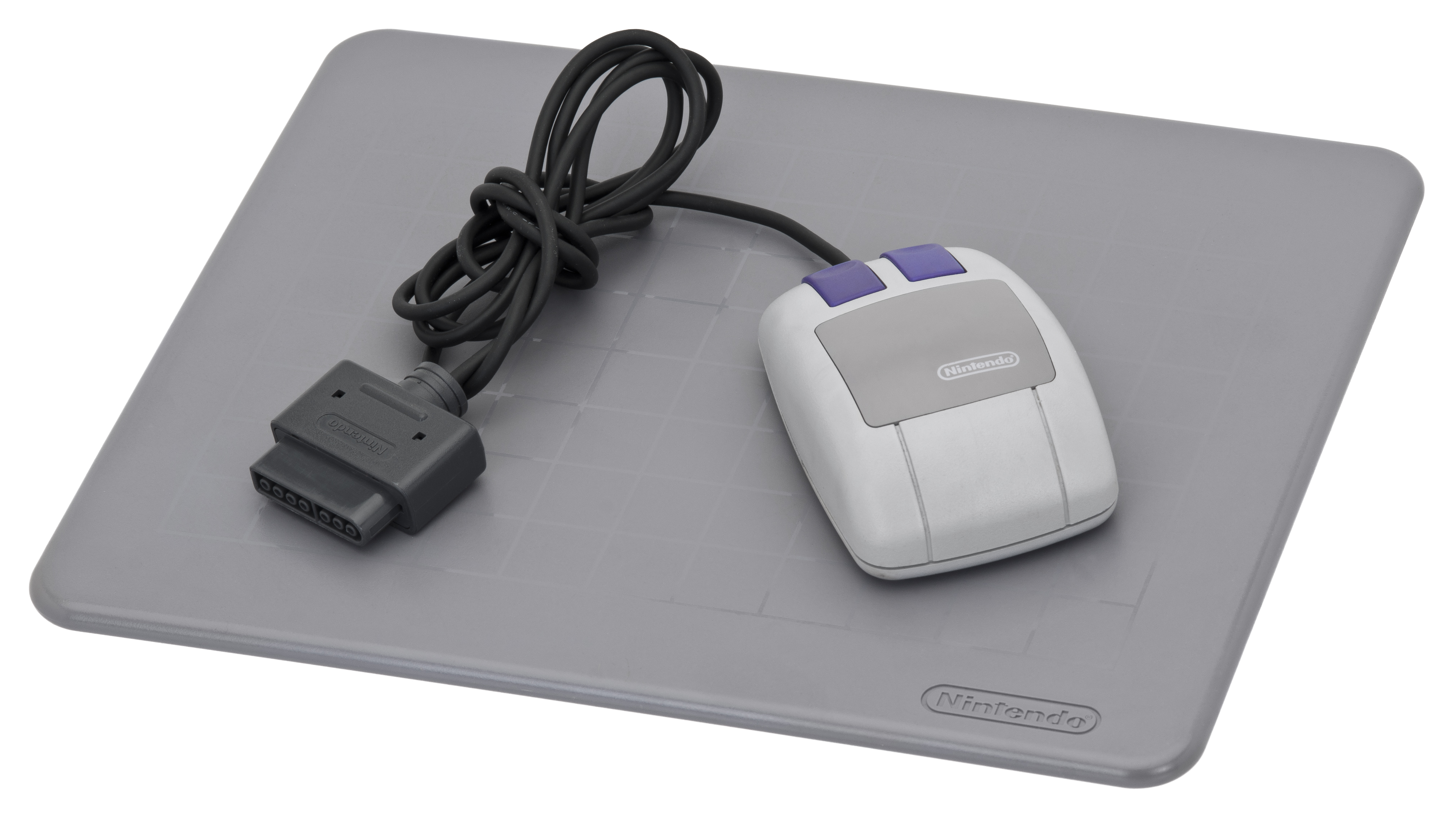
북미판 SNES Mouse
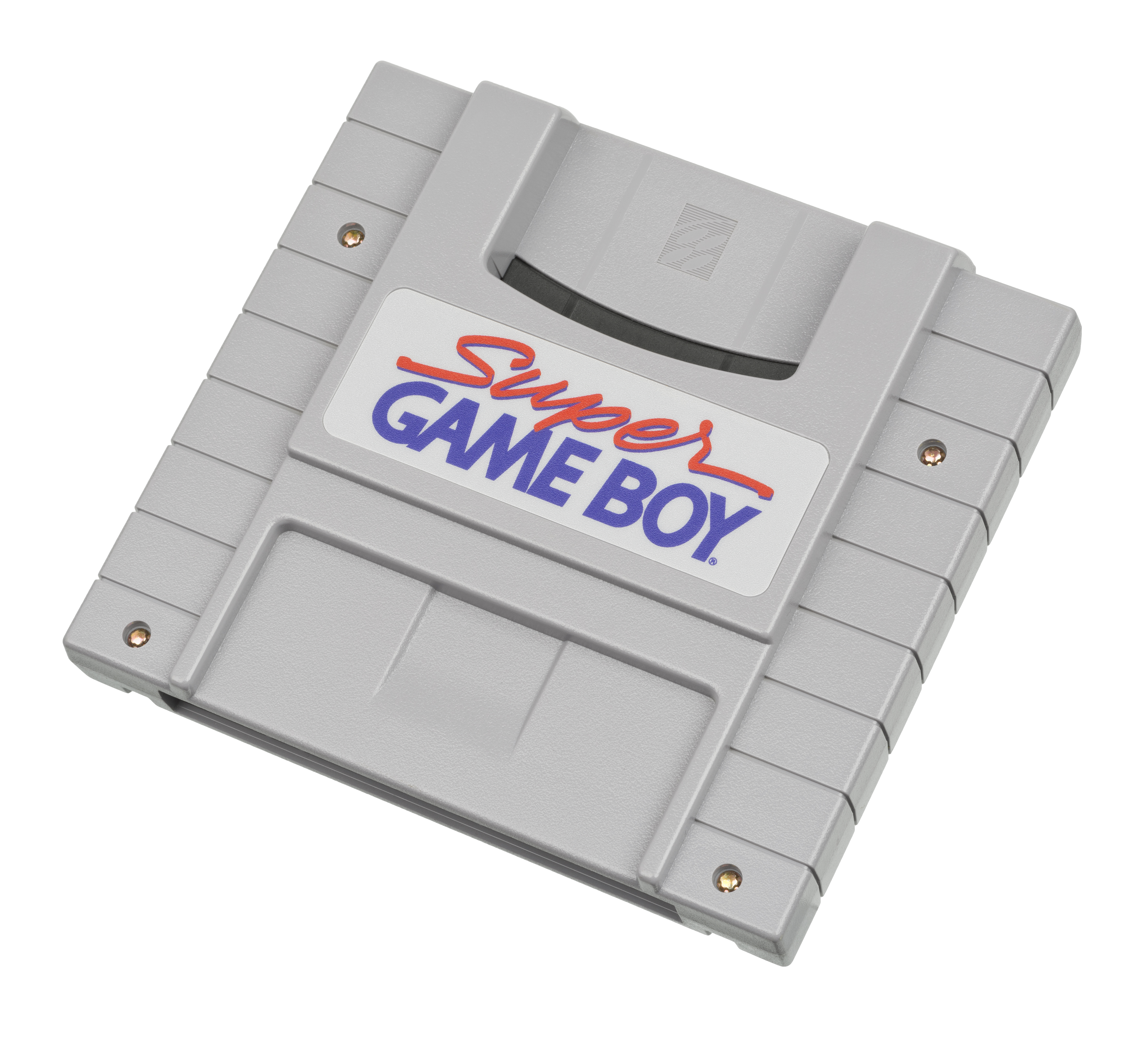
슈퍼 게임보이
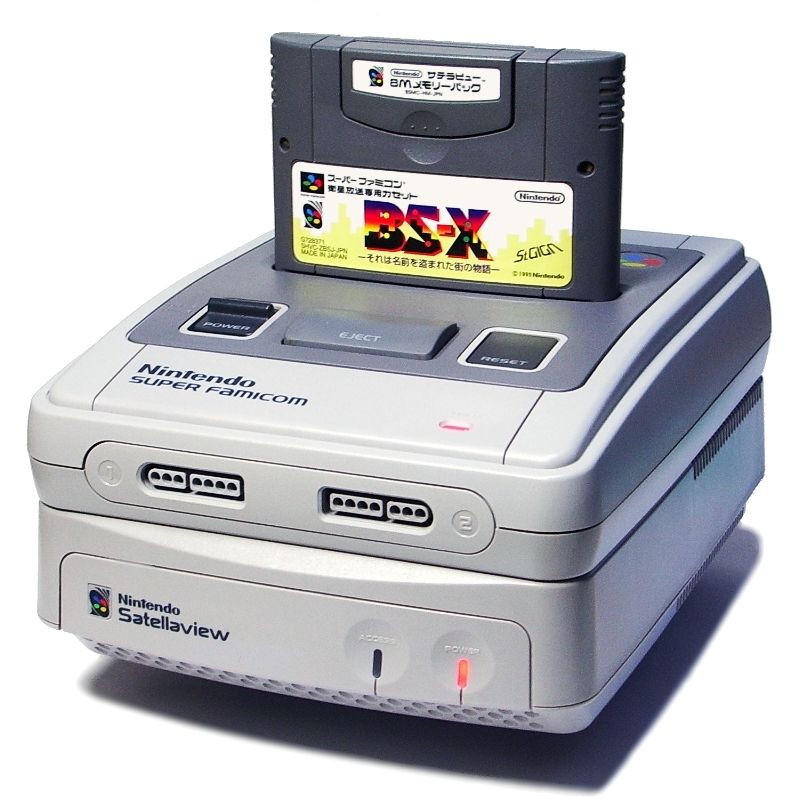
사테라뷰를 연결한 슈퍼 패미컴

## 보조 연산 칩
슈퍼 패미컴은 동시대에 나온 메가드라이브에 비해 연산속도가 낮았으며, 일부 게임들의 속도가 저하되거나, 많은 연산이 필요한 게임들이 여러 가지 요소들을 삭제하는 경우가 많았다. 그래서 롬팩 내부에 보조 연산 칩을 추가함으로써 개선시키는 게임들이 등장하였다. 대표적인 보조 연산 칩으로 Super FX와 SA-1가 있다.

## 클래식 미니
2017년 6월 27일 닌텐도측은 지난 클래식 미니 패밀리 컴퓨터(미국,유럽명:NES Classic Edition)가 발매되어 폭발적인 반응으로 또 다시 클래식 미니로 재탄생되었다. 이번 제품에선 같은 사이즈인 한손 크기와 성능으로 HDMI와 USB 전원단자를 사용한다. 허나 컨트롤러는 두개가 동봉된다. 컨트롤러 연결포트는 Wii와 동일하며 연결하려면 컨트롤러 부분에 커버를 열어야 한다. 이번에 수록된 게임은 21개 정도로 수록되는데 그중 하나는 발매취소 되었던 스타폭스2를 공식적으로 추가되었다. 또한 시리즈 최초로 중간 포인트에서 그 전의 플레이 구간을 돌릴수 있는 리플레이 기능과 마이 데모 플레이 기능이 추가되었다. 발매일은 9월말로 예정되었다.

## 역사
- 1990년 11월 21일: 세금을 포함하여 정가 25,000엔으로 발매. 본체와 컨트롤러 2개, 취급 설명서만 포함되었으며, 패미컴과 호환이 가능한 텔레비전 접속 케이블과 AC어댑터는 포함되지 않았다. 동시 발매 게임은 슈퍼 마리오 월드와 F-ZERO였으며 인기리에 판매된 끝에 품절이 잇따르고 제품 부족 상태가 계속된다.
- 1990년 12월: 샤프에서 슈퍼 패미컴이 내장된 텔레비전 SF-1을 발매.
- 1991년 7월: 파이널 판타지 4 발매로 본체 판매에 커다란 공헌을 한다.
- 1992년: 게임의 대용량화에 따라 게임의 가격이 오르고 정가 1만 엔 전후의의 게임이 많아진다. 스트리트 파이터 2, 슈퍼 마리오 카트, 드래곤 퀘스트 5 등의 인기 게임이 연달아 발매가 되어 게임기 시장의 주도권을 잡게 된다.
- 1993년 봄: 아지노모토 마요네즈의 경품으로 비매품 게임 ‘모토코짱의 원더 키친’이 등장하고 이후 비매품 게임을 경품으로 채용하는 움직임이 활발해졌다.
- 1994년: 게임 소프트웨어의 가격이 한층 더 올라서 1만 엔을 넘는 게임도 나오게 된다.
- 1994년 6월 14일: 슈퍼 패미컴을 사용해 텔레비전으로 게임보이의 게임을 즐길 수 있는 어댑터 슈퍼 게임보이 발매.
- 1995년: 대부분의 게임 소프트웨어 정가가 1만 엔 이상으로 책정됨에 따라 가격 상승이 심각화 된다.
- 1995년 4월 23일: 닌텐도가 BS 음성 방송국 센트 기가와 공동으로 슈퍼 패미컴 전용 어댑터 사테라뷰를 통한 위성 데이터 방송 실시.
- 1995년 9월: 플레이 스테이션과 세가 새턴 사이에 전개되고 있던 차세대 게임기의 가격 인하 경쟁에 맞추어 마리오의 슈퍼 피크로스에 본체 4,000엔 할인권을 동봉하여 판매한다. 이후 발매되는 슈퍼 동키콩 2, 슈퍼 마리오 RPG, 별의 커비 슈퍼 디럭스에도 같은 할인권이 동봉된다.
- 1996년 1월: 닌텐도가 자사 게임 소프트웨어의 가격 상한선을 7,800엔으로 인하하는 것과 동시에 게임 소프트웨어 평가 기관 슈퍼 마리오 클럽에서 일정한 평가를 얻은 서드파티 게임 소프트웨어의 로열티를 인하한다고 발표한다. 게임 소프트웨어의 정가 상한선을 1만 엔 미만으로 정한 차세대 게임기 닌텐도 64의 발매에 초점을 둔 조치였지만, 이로 인하여 게임 소프트웨어의 가격 상승에 제동이 걸리게 된다.
- 1996년 8월: 본체 정가를 9,800엔으로 인하. 이미 매장 실 판매 가격은 1만 엔대로 떨어지고 있었지만, 닌텐도에 의한 가격 인하는 처음이었다.
- 1997년 9월: 도쿄 내의 로손에서 게임 개서 서비스 ‘닌텐도 파워’를 시작으로 전국에 확대.
- 1997년 12월 1일: 닌텐도 파워로 ‘헤이세이 신・오니가시마 전편’, ‘헤이세이 신・오니가시마 후편’, 동급생 2 등 3작품이 첫 개서 전용 신작 게임 소프트로 공급을 개시한다.
- 1998년 1월 30일: 포켓몬스터의 인기를 거두어 슈퍼 게임보이에 통신 연결기를 추가한 상위 기종 슈퍼 게임보이 2를 발매한다.

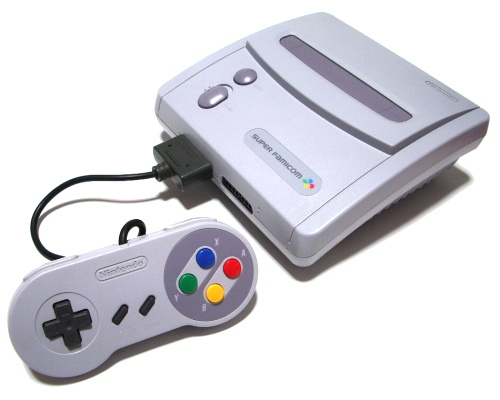
슈퍼 패미컴 주니어

- 1998년 3월 27일: 기본 성능은 변함 없이 디자인을 바꾸고 RGB 케이블, S단자 케이블에 의한 영상 출력, 카셋트 사출 기구, 사테라뷰와의 접속 단자를 제거하고 본체와 컨트롤러 1개, 취급 설명서만을 포함한 염가판 슈퍼 패미컴 주니어가 7,800엔으로 발매된다. 동시 발매 게임 소프트웨어는 별의 커비 3.
- 1999년 3월 말: 닌텐도가 위성 데이터 방송 사업으로부터 철수, 4월 이후 방송 서비스는 센트 기가만으로 계속됐다.
- 2000년 6월 30일: 센트 기가 사테라뷰 위성 데이터 방송 종료.
- 2000년 12월 1일: 닌텐도 파워에서 마지막 슈퍼 패미컴용 게임 소프트웨어 ‘메탈 슬레이더 글로리 : 디렉터즈 컷’을 개서한다.
- 2002년 8월 31일: 로손에서 닌텐도 파워 서비스를 종료, 이후 닌텐도 본사와 각 영업소로 인계된다.
- 2003년 9월: 부재 조달의 곤란 등의 이유로 패미컴과 함께 본체의 생산을 중지했다. 이때까지의 누적 판매 대수는 약 4,910만 대였다.

## 대표적인 게임

### 액션 게임
- 슈퍼 동키콩 시리즈
- 슈퍼 마리오 시리즈
  - 슈퍼 마리오 월드
  - 슈퍼 마리오 컬렉션
  - 슈퍼 마리오 요시 아일랜드
- 젤다의 전설 신들의 트라이포스
- 메트로이드 시리즈
- 록맨 시리즈
- 악마성 드라큐라 시리즈

### 롤플레잉 게임
- 슈퍼 마리오 RPG
- 젤다의 전설 신들의 트라이포스
- 드래곤 퀘스트 시리즈
- 파이널 판타지 시리즈
- 성검전설 시리즈
- 크로노 트리거
- 로맨싱 사가 시리즈

### 기타
- 파이어 엠블렘 시리즈
- 슈퍼 로봇 대전 시리즈
- 오우거 배틀 시리즈
- 슈퍼 마리오 카트
- 그라디우스 III

### 내용주
1. ↑  일본어: スーパーファミコン, 영어: Super Famicom
2. ↑  영어: Super Nintendo Entertainment System

### 참조주
1. ↑  “Top 25 Videogame Consoles of All Time”. IGN. 2009년 9월 4일. 2010년 9월 27일에 원본 문서에서 보존된 문서. 2010년 10월 24일에 확인함.
2. ↑  Sud Koushik (2006년 1월 30일). “Evolution of Controllers”. Advanced Media Network. 2009년 2월 7일에 원본 문서에서 보존된 문서. 2007년 5월 25일에 확인함.
3. ↑  Chris Kohler (2005년 9월 13일). “Controller's History Dynamite”. 1UP.com. 4쪽. 2012년 9월 29일에 원본 문서에서 보존된 문서. 2007년 5월 25일에 확인함.

## 같이 보기
- 닌텐도